# Relación de amor-odio
Una relación de amor-odio es una relación interpersonal que implica emociones simultáneas o alternas de amor y odio, algo especialmente común cuando las emociones son intensas. El término se utiliza con frecuencia en psicología, literatura popular y periodismo. Puede aplicarse a las relaciones con objetos inanimados, o incluso conceptos, así como a las de naturaleza romántica o entre hermanos y padres/hijos.

## Raíces psicológicas
La relación amor-odio se ha vinculado a la aparición de ambivalencia emocional en la primera infancia; a respuestas conflictivas de diferentes estados del yo dentro de la misma persona; o a la coexistencia inevitable de conflictos egoístas con el objeto de amor.
Se ha visto que los narcisistas y los pacientes con trastornos límite son especialmente propensos a las reacciones agresivas hacia los objetos amorosos, sobre todo cuando se trata de cuestiones de autoidentidad: en casos extremos, el odio a la existencia misma del otro puede ser la única emoción sentida, hasta que el amor surge detrás de ella.
Una investigación de la Universidad de Yale sugiere que las relaciones de amor-odio pueden ser el resultado de una baja autoestima.

## Familia y desarrollo
Las relaciones de amor-odio también se desarrollan en un contexto familiar, especialmente entre un adulto y uno o ambos progenitores. Las relaciones de amor-odio y, en ocasiones, el distanciamiento total entre los adultos y uno o ambos progenitores suelen indicar una vinculación deficiente con uno de los progenitores en la infancia, síntomas depresivos de los padres, patología límite o narcisista en el hijo adulto y/o alienación parental en la infancia. Los padres que distancian a sus hijos del otro progenitor suelen padecer un trastorno límite de la personalidad (TLP) o un trastorno narcisista de la personalidad (TNP). Los niños que experimentan técnicas de distanciamiento parental por parte de un progenitor límite presentan una mayor prevalencia de baja autoestima, baja autosuficiencia, estilos de apego inseguros y mayores niveles de depresión en la edad adulta. Una de las tareas del desarrollo humano es equilibrar los impulsos primarios de amor y odio para tolerar la ambivalencia hacia un objeto amado. Cuando esta tarea no se lleva a cabo con éxito, puede aparecer una psicopatología grave. Los individuos con TLP y TNP a menudo fracasan en la tarea de la ambivalencia. Son incapaces de estar simultáneamente enfadados con alguien a quien aman, sin destruir el amor (Corradi, 2013). Los niños son incapaces de tolerar la ambivalencia, y se les adoctrina para que elijan. A pesar de sentir amor por su progenitor distanciado, se desprenden por completo del objeto amado. Esto crea una ocasión para el desarrollo de defensas del ego en el niño, lo que se conoce como «escisión».
Como forma de entender la escisión o clivaje, rasgo común del TLP y el TNP, se describe como «un patrón de relaciones interpersonales inestables e intensas caracterizado por la alternancia entre extremos de idealización y desvalorización» (American Psychiatric Association, 2013, p. 663).
Una relación de amor-odio puede desarrollarse cuando las personas han perdido por completo la intimidad dentro de una relación amorosa, pero aún conservan cierta pasión por el otro, o tal vez cierto compromiso con él, antes de llegar a degenerar en una relación de amor-odio que conduce al divorcio.

## Cultura
- La palabra japonesa "tsundere" viene de dos términos japoneses: “tsun tsun” (ツンツン?)  (adverbio, 'malhumorado, distante, desagradable') y “dere dere” (でれでれ?)  (adverbio, 'en un tono amoroso o enamorado'). manera'). Un personaje tsundere es aquel que frecuentemente alterna entre insultar a su interés amoroso y actuar de manera enamorada o amable hacia él. Los personajes tsundere suelen menospreciar a su interés amoroso al principio, pero con el tiempo se vuelven más amables con ellos.[16]
  - Existe un término más abstracto para el amor-odio: “aizō” (愛憎?)  .
- Catulo introdujo el tema del amor y el odio en la cultura occidental con sus famosas líneas: "Odio y, sin embargo, amo. Quizá te preguntes cómo lo logro. No lo sé, pero lo siento y estoy atormentado".[17]
- El concepto de una relación de amor-odio se utiliza con frecuencia en novelas románticas para adolescentes, donde se muestra que dos personajes se "odian", pero muestran algún tipo de afecto o atracción entre sí en ciertos puntos de la historia.[18]
- El género cinematográfico de comedia alocada presenta parejas que sienten una atracción intensa y un conflicto intenso.

## Leer más
- John Gottman, Why Marriages Succeed and Fail (1994)

- Datos: Q1030284